# Rivellia magniclypeata
Rivellia magniclypeata är en tvåvingeart som beskrevs av Hiroshi Hara 1993. Rivellia magniclypeata ingår i släktet Rivellia och familjen bredmunsflugor. Inga underarter finns listade i Catalogue of Life.